# Маєток Мейендорфів
Садиба барона Маєндорфа — історична будівля в стилі неоготики у селі Новий Биків.

## Історія
Будинок збудував барон Микола Єгорович Маєндорф (1835—1906), начальник 13-ї кавалерійської дивізії, генерал від кавалерії, генерал-ад'ютант, учасник Кримської та Турецької (1877—1878) воєн. Це літня резиденція барона, що належав до дуже древнього прибалтійського дворянського роду. Тут він мешкав разом з родиною. Після смерті барону маєтком управляла його дружина. У 1917 році вона покинула садибу і перебралася до Києва, а маєток був пограбований місцевими селянами.
За іншими даними, власником садиби був Маєндорф Микола Богданович, засновник цукрового заводу. Ця версія підкріплюється записом від 1907 року, що власницею маєтку була Н. О. Маєндорф. У Миколи Богдановича була дружина Ніна Олександрівна, до шлюбу Асєєва, дочка тамбовських дворян. Проти цієї версії свідчать роки життя Ніни та Миколи Маєндорф, що на час заснування цукрового заводу були занадто юні.
За місцевими легендами, Маєндорф програв завод у карти Маневу, члену акціонерного товариства.
Після захоплення України більшовиками маєток перетворили на багатоквартирний будинок. За часу СРСР шафи з бібліотеки барона були передані школі, а згодом знищені.
У будівлі живе колишній завгосп цукрового заводу.